# 島津忠長 (播磨家)
島津 忠長（しまづ ただなが）は、戦国時代の武将。播磨島津氏の15代当主。『越前島津氏正統家譜』、『越前島津家文書』（越前島津氏系図）に記載される最後の当主である。播磨国立岡山城（石蜘蛛城）主。

## 生涯
天文3年（1534年）8月26日、赤松晴政に従い、播磨揖東郡で浦上景宗と戦うも討死した（朝日山の合戦）。享年34。
『播陽古城記』には、「忠長ハ龍野赤松村秀ト赤松範実ト不和君臣□□戦ヒ天文三年八月二十六日室津浦上景宗下知ヲナシ立岡山ヲ攻メ取ラントス　忠長ハ景宗ト戦ウ龍野赤松村秀聞キ付ケ直チニ兵ヲ遣ハシ忠長ヲ援ク送リトイヘドモ城兵カワキ忠戦シテ朝日山大日寺麓ニ討死ス」と記されている。
朝日山（標高88メートル）は立岡山の約1キロメートル南東に位置し、山麓に大日寺がある。立岡山城（石蜘城）の忠長は篭城が不利と見るや、打って出て朝日山にて戦死したものと考えられる。大日寺に島津氏の墓はないが、朝日山の合戦では大将格の人が戦死したと寺に伝わっており、毎年住職がまとめて供養を行っている。
朝日山は『播磨国風土記』における大法山で、風土記には「応神天皇がこの山で大法（だいほう：重大な法令）を発したので大法山という。斉明天皇の時（7世紀中頃）、大倭の千代勝部（すぐりべ）らが田をひらいて住んだので、いまは勝部岡（すぐりべのおか）と呼ぶ」と記されている。